# Cái chết của Elisa Lam
Elisa Lam, còn có tên riêng tiếng Quảng Đông là Lam Khả Nhi (藍可兒; sinh ngày 30 tháng 4 năm 1991 – mất ngày 1 tháng 2 năm 2013), là một sinh viên người Canada gốc Hoa tại Đại học British Columbia ở Vancouver, thi thể của cô đã được phát hiện và vớt lên từ một bồn chứa nước trên tầng thượng của khách sạn Cecil ở Trung tâm thành phố Los Angeles, Hoa Kỳ — nơi Lam đã ở trước khi qua đời — vào ngày 19 tháng 2 năm 2013, cái chết của cô được người ta đồn đại từ một khách sạn Cecil ở Los Angeles, và được cho là bị ma ám.
Lam được thông báo mất tích từ đầu tháng. Một nhân viên bảo trì tại khách sạn đã phát hiện ra thi thể sau khi nhận được những phàn nàn từ khách thuê phòng về các vấn đề với nguồn nước và áp lực nước.
Vụ việc Elisa Lam mất tích đã được đưa tin rộng rãi; 5 ngày trước khi tìm thấy thi thể Lam, Sở cảnh sát Los Angeles công bố một đoạn video về lần cuối cùng nhìn thấy Lam, vào ngày mất tích, bằng camera an ninh thang máy trong khách sạn Cecil. Trong đoạn phim, Lam được nhìn thấy đi ra và vào lại thang máy, nói chuyện và cử chỉ ở hành lang bên ngoài, và đôi lúc dường như trốn trong thang máy. Lý do mà cửa thang máy vẫn mở lâu như vậy, là do một trong những nút mà Elisa nhấn là nút "mở cửa", nút này sẽ ngăn cửa đóng trong 2 phút. Đoạn video đã lan truyền trên Internet, với nhiều người xem báo cáo rằng họ cảm thấy đáng lo ngại. Nhiều lời giải thích khác nhau lần lượt được đưa ra, từ những tuyên bố về sự liên quan huyền bí đến chứng rối loạn lưỡng cực mà Lam đã dùng thuốc điều trị. Người ta cũng lập luận rằng video đã bị thay đổi trước khi công khai.
Hoàn cảnh cái chết của Lam, khi cô được tìm thấy, cũng đặt ra nhiều câu hỏi, đặc biệt là về lịch sử của khách sạn liên quan đến những cái chết và vụ giết người đáng chú ý khác. Lam được phát hiện trong tình trạng khoả thân với hầu hết quần áo và đồ dùng cá nhân trôi nổi trên mặt nước cùng với thi thể.
Văn phòng Điều tra viên Hạt Los Angeles đã mất bốn tháng, sau nhiều lần trì hoãn, để công bố báo cáo khám nghiệm tử thi, trong đó báo cáo không có bằng chứng về chấn thương thể chất và tuyên bố rằng cách chết là do vô tình gặp tai nạn.
Khách sạn Cecil (hiện được đổi tên thành Stay on Main) đã bị kiện về vụ việc này, riêng cha mẹ của Lam đã đệ đơn kiện vào cuối năm đó; sau đó đơn kiện đã bị bỏ qua vào năm 2015. Một số người quan tâm đến Internet ban đầu đã lưu ý những điểm được coi là tương đồng bất thường giữa cái chết của Lam và phim kinh dị Dark Water năm 2002. Vụ việc kể từ đó đã được tham chiếu trong văn hóa đại chúng quốc tế.

## Bối cảnh
Elisa Lam là con gái của một gia đình nhập cư từ Hồng Kông, từng là sinh viên Đại học British Columbia mặc dù cô không đăng ký lớp học nào từ đầu năm 2013.

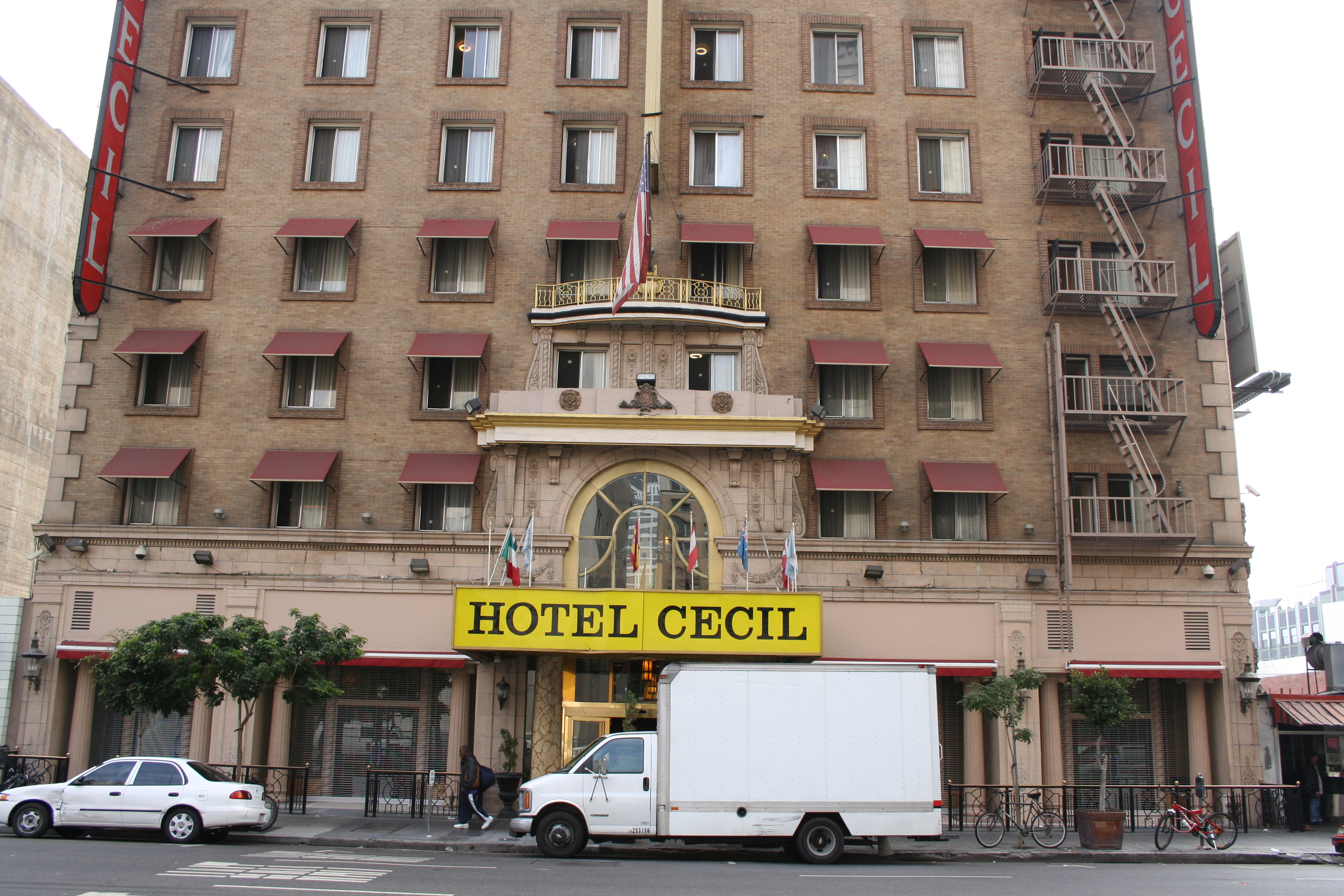
Khách sạn Cecil nơi Lam đã lưu trú

Trong chuyến đi đến California, Lam đã đi một mình trên Amtrak và xe buýt liên thành phố. Cô đã đến thăm Sở thú San Diego và đăng những bức ảnh chụp ở đó lên mạng xã hội. Vào ngày 26 tháng 1, cô đến Los Angeles. Sau hai ngày, cô nhận phòng tại khách sạn Cecil (Los Angeles), gần Skid Row của trung tâm thành phố.
Ban đầu Lam được bố trí ở chung một phòng trên tầng 5 của khách sạn; Tuy nhiên, những người ở cùng phòng phàn nàn về điều mà luật sư của khách sạn sau này mô tả cô có "một số hành vi kỳ quặc nhất định", và cô phải chuyển sang một phòng riêng sau hai ngày.
Elisa Lam từng được chẩn đoán mắc chứng rối loạn lưỡng cực và trầm cảm. Cô đã được kê bốn loại thuốc là Wellbutrin, Lamictal, Seroquel và Effexor—để điều trị chứng rối loạn của bản thân. Từ phía gia đình của Lam, được cho là đã giữ bí mật về tiền sử bệnh lý tâm thần của cô, cho biết cô không có tiền sử về các ý tưởng hoặc nỗ lực tự sát, mặc dù một báo cáo cho rằng trước đó Lam đã mất tích trong một thời gian ngắn.
Vào giữa năm 2010, Lam đã bắt đầu mở một blog lấy tên là Ether Fields trên Blogspot.
Trong hai năm tiếp theo, cô đăng ảnh những người mẫu trong trang phục thời trang và kể lại cuộc đời mình, đặc biệt là cuộc chiến đấu với bệnh tâm lý. Trong một bài đăng trên blog vào tháng 1 năm 2012, Lam đã than thở rằng một lần "tái phát bệnh" vào đầu kỳ học hiện tại đã khiến mình phải bỏ dở một vài lớp, khiến cô cảm thấy "vô cùng mất phương hướng và lạc lõng". Cô đặt tiêu đề cho bài đăng của mình là "Bạn luôn bị ám ảnh bởi ý nghĩ rằng bạn đang lãng phí cuộc đời mình" theo một trích dẫn từ tiểu thuyết gia Chuck Palahniuk. Cô đã sử dụng câu trích dẫn đó làm lời đề tựa cho blog của mình. Lam lo lắng rằng bảng điểm của mình sẽ bị nghi ngờ với quá nhiều lần xin bảo lưu để nghỉ ngơi và sẽ khiến cô không thể tiếp tục học lên cao học.
Hơn hai năm sau khi Lam bắt đầu viết blog, cô chia sẻ sẽ từ bỏ blog của mình để chuyển sang một blog khác mà cô ấy đã bắt đầu trên Tumblr, "Nouvelle-Nouveau". Nội dung của blog chủ yếu bao gồm các bức ảnh thời trang, trích dẫn và một vài bài viết bằng lời của chính Lam. Cùng một câu trích dẫn của Palahniuk đã được sử dụng như một epigraph (một cụm từ, trích dẫn hoặc bài thơ được đặt ở phần đầu của một tài liệu).

## Mất tích
Elisa Lam vẫn giữ liên lạc với cha mẹ ở British Columbia mỗi ngày từ đầu chuyến du lịch. Vào ngày 1 tháng 2 năm 2013, ngày cô định trả phòng ở khánh sạn Cecil và lên đường đến Santa Cruz, cha mẹ không nhận được tin từ cô và đã gọi cho Sở cảnh sát Los Angeles (LAPD); gia đình đã bay đến Los Angeles để giúp tìm kiếm.
Nhân viên khách sạn nhìn thấy Lam hôm đó cho biết cô chỉ có một mình. Bên ngoài khách sạn, Katie Orphan, chủ của một hiệu sách gần đó, là người duy nhất nhớ lại đã gặp Lam ngày hôm đó. "Cô ấy hướng ngoại, rất hoạt bát, rất thân thiện", trong khi mua quà gửi về cho gia đình, Orphan nói với CNN. "[Cô ấy] nói về cuốn sách muốn mua và liệu những thứ đó có quá nặng để mang theo khi đi du lịch hay không", Orphan nói thêm.
Cảnh sát đã khám xét khách sạn trong phạm vi hợp pháp có thể. Họ lục soát phòng của Lam và cho chó đi khắp tòa nhà, bao gồm cả sân thượng, nhưng những chiếc răng nanh không đánh hơi được mùi của cô. "Nhưng chúng tôi không lục soát mọi phòng", Sgt. Rudy Lopez nói sau đó, "chúng tôi chỉ có thể làm điều đó nếu chúng tôi có lý do chính đáng" để tin rằng một tội ác đã xảy ra. Vào ngày 6 tháng 2, một tuần sau khi Lam được nhìn thấy lần cuối, LAPD quyết định cần thêm sự trợ giúp.
Tờ rơi thông báo người mất tích có hình ảnh của Lam đã được đăng trong khắp khu phố và cả trên mạng Internet. Điều này đã thu hút sự chú ý của công chúng thông qua các phương tiện truyền thông.

## Phát hiện
Trong quá trình tìm kiếm Lam, những người lưu trú tại khách sạn bắt đầu phàn nàn về áp lực nước yếu. Một số người sau đó khẳng định nước của họ có màu đen và có mùi vị khác thường. Vào buổi sáng ngày 19 tháng 2, thi thể của Lam được tìm thấy bên trong một trong bốn bể chứa nước đặt trên sân thượng cung cấp nước cho các phòng nghỉ, nhà bếp và quán cà phê. Bồn chứa đã cạn nước và mở ra vì cửa bảo dưỡng của nó quá nhỏ để các thiết bị cần thiết có thể đưa thi thể của Lam ra.
Vào ngày 21 tháng 2, văn phòng điều tra Los Angeles đã đưa ra kết luận về việc chết đuối do tai nạn, cùng chứng rối loạn lưỡng cực là một yếu tố quan trọng.
Báo cáo đầy đủ của nhân viên điều tra, được công bố vào tháng 6, nói rằng thi thể của Lam đã được tìm thấy trong tình trạng khỏa thân; bộ quần áo đang nổi trong nước cùng thi thể, tương tự bộ đồ cô mặc theo video từ thang máy, phủ một lớp hạt giống như cát. Đồng hồ và chìa khóa phòng của cô ấy cũng được tìm thấy cùng với cô ấy.
Thi thể của Lam đã phân hủy ở mức độ vừa phải, trương phình. Da chủ yếu có màu xanh lục, với một số vân xanh ở bụng dưới và da tách rõ rệt. Không có bằng chứng về chấn thương thể chất, tấn công tình dục, hay tự sát. Các xét nghiệm độc chất - chưa hoàn thành vì không đủ lượng máu còn lưu lại - cho thấy dấu vết phù hợp với thuốc kê đơn được tìm thấy trong đồ đạc của Lam, cùng với các loại thuốc không kê đơn như Sinutab và ibuprofen. Một lượng cồn rất nhỏ (khoảng 0,02 g%) được tìm thấy trong thi thể, nhưng không có các loại thuốc kích thích khác.

## Những vấn đề chưa được sáng tỏ
Cuộc điều tra đã xác định Lam chết như thế nào,  nhưng không đưa ra lời giải thích về việc làm thế nào cô ấy vào được bể ngay từ đầu. Cửa ra vào và cầu thang dẫn lên tầng mái của khách sạn đều bị khóa, chỉ có nhân viên mới có mật mã và chìa khóa, và bất kỳ nỗ lực nào tác động vào sẽ kích hoạt một báo động.
Tuy nhiên, lối thoát hiểm khi có cháy của khách sạn có thể cho phép vượt qua các biện pháp an ninh đó, nếu Elisa Lam (hoặc ai đó có thể đã đi cùng cô ấy ở đó) biết được.
Đoạn video do một người dùng Internet tại Trung Quốc thực hiện sau cái chết của Lam và đăng lên mạng Internet cho thấy sân thượng của khách sạn có thể dễ dàng tiếp cận thông qua lối thoát hiểm và nắp của hai bồn chứa nước đã bị mở.
Ngoài câu hỏi làm thế nào cô ấy lên được nóc của khách sạn, những người khác hỏi liệu cô ấy có thể tự mình xuống bồn chứa hay không. Bốn bể chứa nước đều có hình trụ cao 4 nhân 8 foot (1,2 nhân 2,4 m) đặt trên các khối bê tông; không có lối vào cố định và các nhân viên khách sạn phải dùng thang để soi nước. Chúng được bảo vệ bởi những chiếc nắp nặng khó thay thế từ bên trong. Những chú chó nghiệp vụ đã lục soát khắp khách sạn để đánh hơi, ngay cả trên nóc khách sạn, ngay sau khi cô mất tích được ghi nhận, cũng không tìm thấy bất kỳ dấu vết nào của cô.
Các suy đoán nảy sinh liên quan đến video thang máy. Một số người lập luận rằng Lam đang cố gắng trốn tránh một kẻ truy đuổi, có lẽ ai đó phải chịu trách nhiệm cuối cùng về cái chết của cô, trong khi những người khác nói rằng Lam có lẽ chỉ thất vọng với sự cố rõ ràng của thang máy. Một số người không thấy bị thuyết phục bởi kết quả âm tính khi kiểm tra chất gây nghiện trên cơ thể của Lam, họ ủng hộ giả thuyết rằng cô chịu tác động của 1 loại ma túy bất hợp pháp nào đó, gợi ý rằng loại chất như vậy có thể đã bị phân hủy trong khoảng thời gian thi thể cô ấy bị phân hủy trong bể  hoặc cô ấy có thể đã uống những loại cocktail hiếm có loại chất như vậy mà xét nghiệm thông thường sẽ không phát hiện ra.
Báo cáo khám nghiệm tử thi và kết luận của nó cũng đã bị nghi ngờ. Ví dụ, báo cáo không cho biết kết quả của việc thu thập chứng cứ liên quan đến cưỡng hiếp và dấu vân tay như thế nào, hoặc thậm chí nếu chúng đã được xử lý. Báo cáo cũng ghi lại vũng máu dưới da ở vùng hậu môn của Lam, mà một số nhà quan sát cho rằng đó là một dấu hiệu của lạm dụng tình dục; tuy nhiên, một nhà nghiên cứu bệnh học đã lưu ý rằng nó cũng có thể là do đầy hơi trong quá trình phân hủy của thi thể, và trực tràng của cô ấy cũng bị sa. Ngay cả các nhà giải phẫu bệnh của tử thi cũng tỏ ra mâu thuẫn về kết luận của họ rằng cái chết của Lam là do tai nạn.
Sau khi Lam qua đời, blog Tumblr của cô đã được cập nhật, có lẽ thông qua phần tự chọn chức năng Queue của Tumblr cho phép người dùng lên lịch các bài đăng tương lai trong vài giờ hoặc vài ngày tới.
Điện thoại của Lam không được tìm thấy cùng với thi thể hay trong phòng khách sạn của cô; người ta cho rằng nó đã bị đánh cắp vào một thời điểm nào đó xung quanh cái chết của cô. Liệu các cập nhật liên tục cho blog của cô ấy có được tạo điều kiện cho việc đánh cắp điện thoại của cô hay không, công việc của một hacker, hoặc thông qua chức năng Queue, không được biết đến; cũng không biết liệu các cập nhật có liên quan đến cái chết của Lam hay không.

## Kiện tụng
Vào tháng 09, cha mẹ của Lam đã đệ đơn kiện cho cái chết không đáng có của con gái, tuyên bố khách sạn đã thất bại trong việc "kiểm tra và tìm kiếm các mối nguy hiểm trong khách sạn gây ra rủi ro nguy hiểm không đáng có cho (Lam) và những khách khác của khách sạn" và tìm kiếm những thiệt hại không xác định và chi phí mai táng.
Khách sạn lập luận rằng họ không thể đoán trước được Lam có thể tiếp cận bồn nước, và vì vẫn không biết Lam đến bồn nước bằng cách nào, nên không thể quy trách nhiệm cho việc không ngăn chặn điều đó. Năm 2015, vụ kiện đã bị bác bỏ.